# 淹没的大陆

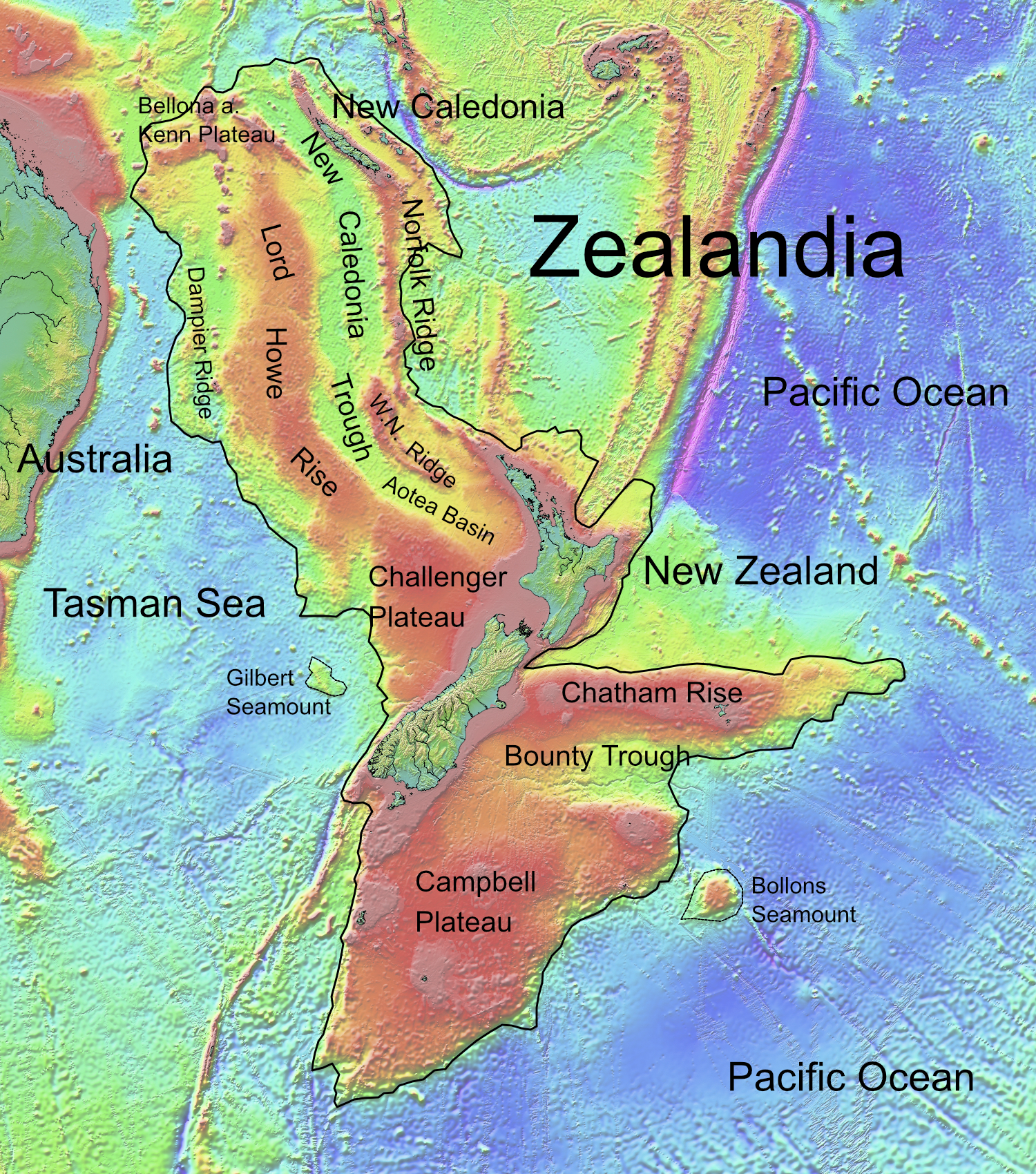
西兰大陆地形图

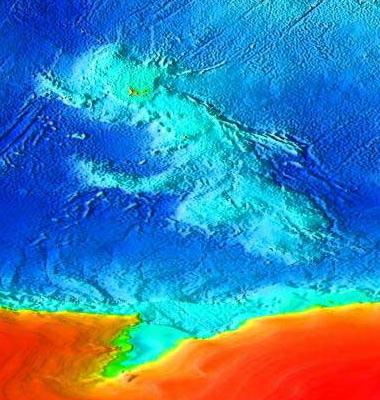
凱爾蓋朗海台地形圖

淹沒的大陆（英语：Submerged continent）是指规模庞大，但主要在海面以下的大陆；一些地质学家和古地質學家使用該术语。如果将格陵兰岛（面积216万6086平方公里）设为大陆和岛屿的界限，则西兰大陆（面积约490万平方公里）成为目前地球上唯一一个已被淹没的大陆。至于淹沒的陆地（Submerged landmass），在这个类别中的两个主要的例子是凯尔盖朗海台（面积约125万平方公里）和巽他古陆（面积约180万平方公里），前者面积不够大且主要由海洋地壳组成，后者不仅面积不够大且并不是一个完全被水体包围的独立陆地，因此都不能被称为淹没的大陆。
关于大西洋中可能存在一个海底的“失落大陆”亚特兰蒂斯（Atlantis），人们一直在寻找和推测该淹没的大陆的具体位置。在20世纪30年代，人们还尝试搜寻了利莫里亚大陆（Lemuria），据信是一个位于印度和非洲海岸之间的淹没的大陆。2015年，经过以南非地质学家Lewis D. Ashwal为首的研究团队的不懈努力，研究人员终于在毛里求斯岛发现了莫里茨微大陆（Mauritia）存在的证据，该微大陆大部分被埋在印度洋海底。目前该微大陆的面积还无法确定，不过不太可能会比格陵兰岛大，因此也只能算作一块淹没的陆地而不是一个淹没的大陆。